# أصدقاء (الموسم 6)
عُرِض الموسم السادس من مسلسل فريندز وهو مسلسل كوميديا الموقف أمريكي من تأليف كل من ديفيد كرين ومارتا كوفمان على قناة إن بي سي في 23 سبتمبر 1999. ٱنتج المسلسل بواسطة شركة برايت/كوفمان/كرين برودكشنز بالاشتراك مع تلفزيون وارنر برذرز. يحتوي الموسم على 25 حلقة واختتم بثه في 18 مايو 2000.

## لمحة عامة
تبين في الحلقة الأولى للموسم السادس أن زواج روس ورايتشل كان خطأ نظرا لحالة السكر لم يتذكره أحد منهما حتى ذكره الأصدقاء الآخرون. يعد روس رايتشل بأنه سيحصل على فسخ الزواج، لكنه لا يفعل شيئًا سرًا لأنه لا يستطيع مواجهة كون لديه ثلاث زيجات فاشلة. بحلول الوقت الذي تكتشف فيه رايتشل أنهما ما زالا متزوجين، يكون الفسخ مستحيلًا بسبب تاريخ الزواج؛ ويجبران على الحصول على الطلاق. قررت مونيكا وتشاندلر العيش معًا بعد تجاهل العلامات العديدة التي تدل على وجوب زواجهما، مما أجبر رايتشل على الانتقال للعيش مع فيبي. يحصل جوي على رفيقة السكن الجديدة جانين (إيل ماكفيرسون). ويطوران مشاعر لبعضهم البعض ويتواعدان لفترة وجيزة حتى تنتقد جانين مونيكا وتشاندلر وتنهي العلاقة. حصل جوي على وظيفة كنادل في مقهى سنترال بيرك بسبب كفاحه لدفع فواتيره بعد مغادرة جانين. وسرعان ما يحصل على دور في مسلسل تلفزيوني يسمى «ماك أند تشيز»، حيث قام ببطولته جنبًا إلى جنب مع روبوت لمكافحة الجريمة. حصل روس على وظيفة تدريس في جامعة نيويورك ويواعد طالبته إليزابيث (ألكسندرا هولدن) رغم أن ذلك ضد سياسة الجامعة. لا يوافق بول والد إليزابيث (بروس ويليس) على روس ولكنه يقع في حب رايتشل ويبدأن في المواعدة. تنتهي كلا العلاقتين قريبًا: اعتبر روس أن إليزابيث غير ناضجة جدًا، وينفتح بول عاطفيا حول علاقاته السابقة التي لم يتجاوزها ما أعجز رايتشل عن التعامل معه. اشتعلت النيران في شقة فيبي ورايتشل، وانتقلت رايتشل للعيش مع جوي، بينما بقيت فيبي مع تشاندلر ومونيكا، على الرغم من تبادل ذلك لاحقًا. أثناء وجودها في متحف في قائمة لحفلات الزفاف طولها عامان، تضع مونيكا اسمها على قائمة الحجز على سبيل المزاح. يصاب تشاندلر بالذعر عندما يعترض المكالمة الهاتفية للمتحف بشأن الإلغاء؛ ومع ذلك كان تشاندلر يخطط لخطبة مونيكا رغم تظاهره بأنه قد لا يرغب في الزواج أبدًا. أثناء تناول الطعام في مطعم فاخر، خرب صديق مونيكا السابق ريتشارد بيرك الذي ظهر بشكل غير متوقع محاولة خطبة تشاندلر لمونيكا المخطط لها. أخبر ريتشارد لاحقًا مونيكا أنه يريد الزواج منها وإنجاب الأطفال. تنزعج مونيكا من تشاندلر، معتقدة أن هذا حيلة من تشاندلر حول عدم الرغبة في الزواج. يعتقد تشاندلر أن مونيكا تركته حتى يعود إلى المنزل ليجد شقتهما مزينة بالشموع وتنتظره لتتقدم له بطلب الزواج. عندما تصبح عاطفية للغاية بحيث لا يمكنها الاستمرار، يقوم تشاندلر بخطبتها وتقبل.

## الاستقبال
صنف موقع «كولايدر» الموسم في المرتبة الخامسة على ترتيب أفضل مواسم مسلسل فريندز العشرة. كانت حلقة «الواحدة أين يحصل روس على النشوة» الحلقة المتميزة في الموسم وفقًا لهم.